# Flèche wallonne 1979
La Flèche wallonne 1979, 43e édition de la course, a lieu le 10 avril 1979 sur un parcours de 240 km. La victoire revient au sprint au Français Bernard Hinault, qui a terminé la course en 6 h 14 min 00 s, devant l’Italien Giuseppe Saronni et le Suédois Bernt Johansson.
Sur la ligne d’arrivée à Marcinelle, 61 des 188 coureurs au départ à Esneux ont terminé la course.

## Classement final
| #  | Coureur          | Équipe                     |    | Temps           |
| -- | ---------------- | -------------------------- | -- | --------------- |
| 1  | Bernard Hinault  | Renault-Gitane             | en | 6 h 14 min 00 s |
| 2  | Giuseppe Saronni | Scic-Bottecchia            | +  | 0 s             |
| 3  | Bernt Johansson  | Magniflex-Famcucine        |    | 0 s             |
| 4  | Marc Demeyer     | Flandria-Ça va seul-Sunair |    | 17 s            |
| 5  | Alfons De Wolf   | Boule d'Or-Lano-Colnago    |    | 17 s            |
| 6  | Marc Renier      | KAS-Campagnolo             |    | 17 s            |
| 7  | Joop Zoetemelk   | Miko-Mercier-Vivagel       |    | 17 s            |
| 8  | René Bittinger   | Flandria-Ça va seul-Sunair |    | 17 s            |
| 9  | Hennie Kuiper    | Peugeot-Esso-Michelin      |    | 17 s            |
| 10 | Willy Teirlinck  | KAS-Campagnolo             |    | 17 s            |